# 張峻瑋
張 峻瑋（チャン・ジュンウェイ、ウェード式：ZhangChun-Wei、2005年11月14日 - ）は、台湾出身のプロ野球選手（投手・育成選手）。右投右打。福岡ソフトバンクホークス所属。

## 経歴

### 日本球界入り前
2023年9月に行われた台湾での2023 WBSC U-18ワールドカップ台湾代表に選出され、アメリカ戦で6回1/3を投げて2安打7奪三振、無失点の好投を見せ、注目を集めた。2024 WBSC U-23ワールドカップの代表にも選出された。9月に中国で行われたワールドカップでは3試合に登板し、6回2/3を投げて12奪三振、1勝1敗、防御率2.10を記録した。
2024年11月7日に、福岡ソフトバンクホークスが育成選手として獲得したことを発表した。背番号は153。契約金は1億円で、年俸は400万円（金額は推定）。

## 選手としての特徴
最速156km/hのストレートとキレのあるスライダーが武器。豪速球を投げる姿から、地元では「火球男」の異名を持つ。
国際大会の経験も豊富で、メンタルの強さも併せ持つ。

## 詳細情報

### 背番号
- 153（2025年[5] - ）